# Gnaphosa gracilior
Gnaphosa gracilior är en spindelart som beskrevs av Kulczynski 1901. Gnaphosa gracilior ingår i släktet Gnaphosa och familjen plattbuksspindlar. Inga underarter finns listade i Catalogue of Life.